# 'k Heb hele grote bloemkoole
 'k Heb hele grote bloemkoole is een carnavalskraker, geschreven, gezongen en op single uitgebracht door André van Duin. Het was na De sambaballensamba, Willempie, Ta-ta-ta en Tingelingeling opnieuw een carnavalshit van de Rotterdammer. Van Duins vaste muziekproducent Ad Kraamer verzorgde tevens het arrangement en het orkest.
Op de platenhoes stond de artiest afgebeeld met een krat bloemkolen. In de tekst gebruikt Van Duin het onder meer als eufemisme voor billen. Van Duin zong het als Meneer de Bok, een van zijn typetjes.

## Hitnotering

### Nederlandse Top 40
| Positie: | 22 | 13 | 7 | 6 | 4 | 5 | 19 | 37 | uit |

### NederlandseNational Hitparade
| Positie: | 43 | 2 | 1 | 2 | 6 | 6 | 17 | 49 | uit |

### BelgischeBRT Top 30
| Positie: | 30 | 17 | 17 | 17 | 30 | uit |

### VlaamseUltratop 30
| Positie: | 21 | 16 | 14 | 15 | 22 | 22 | 25 | uit |